# 귤열매

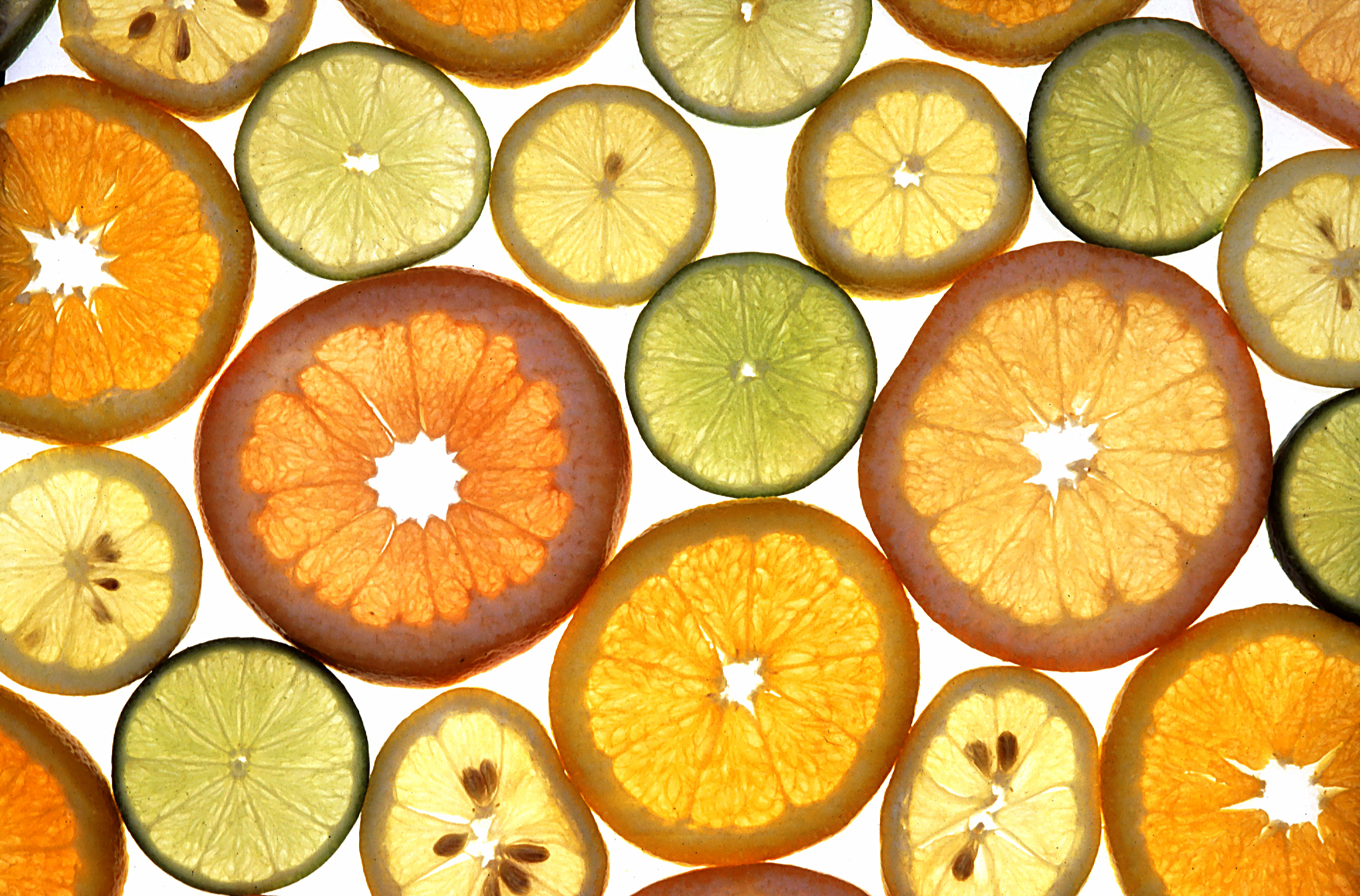

귤열매(橘--)는 귤속 식물의 열매이다. 액과이며, 대표적인 귤꼴열매(감과, 등과)로, 둥글거나 길쭉한 구형이다. 껍질은 색과 향이 있는 겉열매껍질(외과피, 제스트)와 흰색을 띠고 폭신폭신한 가운데열매껍질(중과피)로 이루어져 있으며, 가장 안쪽에는 안쪽열매껍질(내과피)이 있다. 과육은 여러 쪽으로 나뉘어 있으며, 격벽 위를 실 같은 귤락이 둘러싸고 있다. 격벽 안에는 씨가 들어 있으며, 수많은 과립낭(과즙이 채워진 작은 주머니)이 붙어 귤열매 한 쪽이 된다.